# GothiaTek
GothiaTek är kvalitetsstandard för snus som utvecklats av Swedish Match. Standarden används enbart av Swedish Match själva. Det som standarden ställer krav på är: råvaror, tillverkningsprocess, samt "högsta tillåtna halter av oönskade ämnen i snuset".